# Clavija formosa
Clavija formosa är en viveväxtart som beskrevs av Esprit Alexandre Remy. Clavija formosa ingår i släktet Clavija och familjen viveväxter. Inga underarter finns listade i Catalogue of Life.